# John Durham
John Henry Durham (* 16. března 1950 Boston, Massachusetts) je americký právník. Od února 2018 je federálním státním zástupcem pro obvod Connecticut, kde před tímto jmenováním sloužil více než 35 let v pozici zastupujícího federálního státního zástupce. Je známý svým vyšetřováním několika nařčení agentů FBI a bostonské policie z udržování vztahů s mafií. Byl také jmenován speciálním státním zástupcem ve vyšetřování zničených záznamů CIA z výslechů v roce 2005. V květnu 2019 pověřil Nejvyšší státní zástupce Spojených států William Barr Durhama dohledem nad vyšetřováním počátků vyšetřování ruské aféry a nalezením odpovědi na otázku, zda sbírání důkazů proti Trumpově kampani bylo „legální a oprávněné“. Barr oznámil v prosinci 2020, že povýšil Durhamovu pozici na speciálního právního poradce, což má zajistit, že jeho vyšetřování bude moci pokračovat i po skončení Trumpova prezidentského termínu.